# TIV (Fernsehsender)
TIV (oder "T.I.V. – True Image Vision" oder "TIV – Der sexy Sender") war ein privater, kommerzieller österreichischer Fernsehsender in Wien. Der Sender war 1998 als IPTV, von 1999 bis 2001 im Kabelnetz der UPC Telekabel empfangbar und wurde Ende 2001 eingestellt. TIV war ein Vorläufer des Musiksenders Gotv und des nichtkommerziellen Fernsehsenders Okto.

## Geschichte
TIV wurde von dem Medienkünstler Axel Stockburger, dem Künstler Alf Altendorf und dem Musiker Thomas Madersbacher (beide später Geschäftsführer) 1996 in Wien gegründet.
1997 stellte die Bundeskuratorin Lioba Reddeker einen Teil der Startfinanzierung aus Mitteln der Kulturförderung des Bundes zur Verfügung. Der Großteil der Investitionen erfolgte aus Privatmitteln. Standort war die ehemalige Alpenmilchzentrale in Wieden.
1998 ging TIV mit regelmäßigen Sendungen als IPTV im Internet auf Sendung. Inhaltlich wurde der Sender von Moderatoren und Produzenten von Falter sowie FM4 und durch die Wiener Kultur- und Musikszene unterstützt.
Am 1. Mai 1999 erfolgte der Sendestart als einstündiges tägliches Sendefester im Infokanal der UPC.
2000 erfolgte der Ausbau des Senders auf ein tägliches zweistündiges Programm. Ein Ausbau auf Vollformat war geplant, wurde aber nicht mehr umgesetzt.
Ende 2001, nachdem Teile der Gründer die Firma verlassen hatten, wurde der Sender eingestellt. Anfang 2002 ging er als Gotv mit neuen Investoren und neuem Konzept von Thomas Madersbacher wieder auf Sendung.
Mitgründer von TIV wie Amina Handke und Alf Altendorf waren ab 2002 an der Konzeption des Wiener Community-TV Okto und Altendorf des Salzburger Freien Fernsehens FS1 beteiligt. Eine Vielzahl ehemaliger Produzenten von TIV wie Robert Stachel (Maschek) sind heute noch für das Wiener Bürgerfernsehen tätig.

## Programm

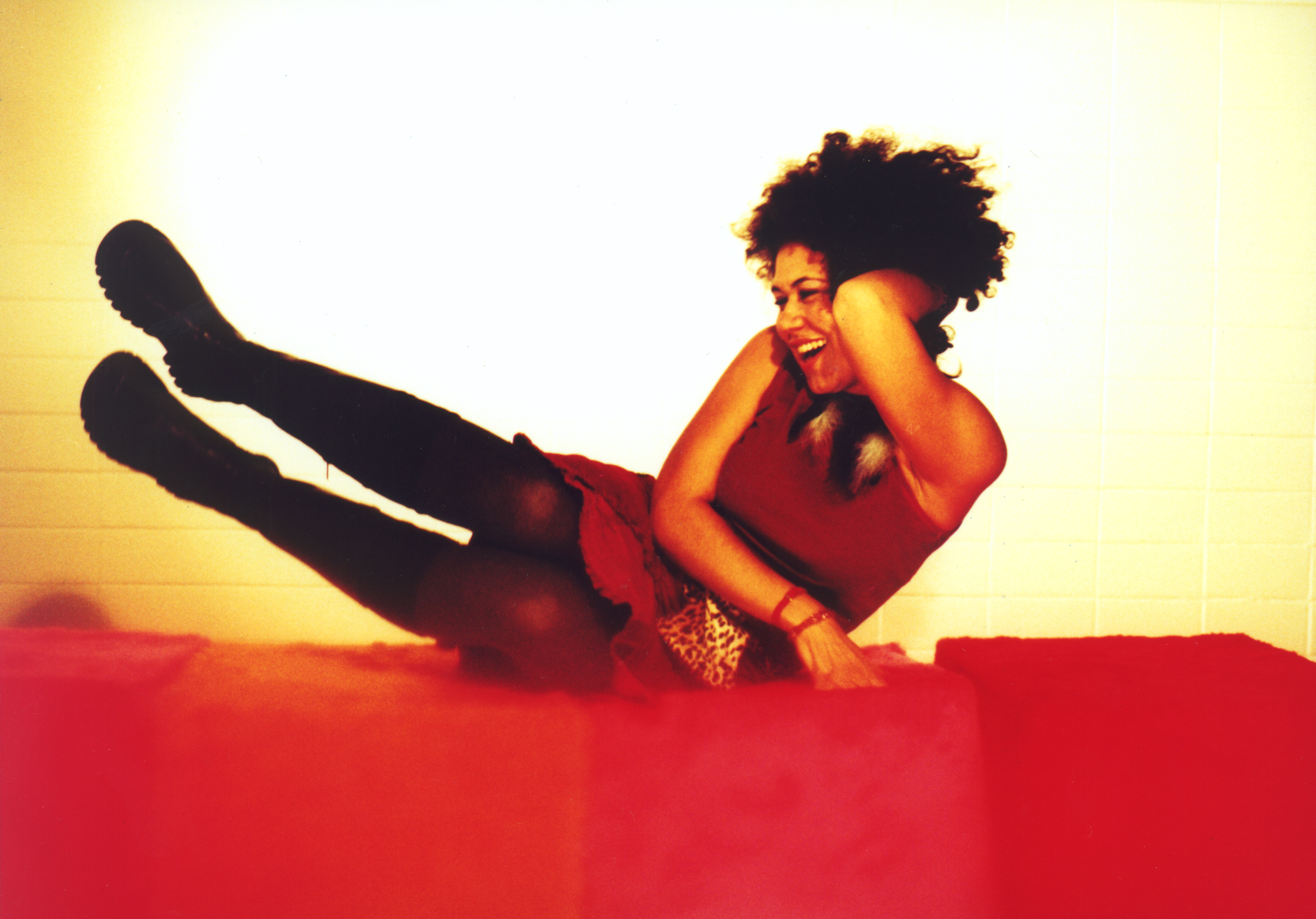
Cassy Britton (Pressefoto von 1999)

TIV stellte sieben täglich wechselnde, einstündige Formate („Schwerpunkte“) her, die von wechselnden Redaktionen produziert wurden. Im Jahr 2000 waren mehr als 100 Mitarbeiter in Teilzeit für TIV tätig.
Das Kollektiv monochrom rund um Johannes Grenzfurthner produzierte wöchentlich Kurzfilme für den Sender. Diese kontinuierliche Arbeitsweise bildete die Grundlage für die bis heute andauernde Filmproduktion der Gruppe. Eine Auswahl der besten Filme aus der TIV-Zeit wurde schon 2000 bei der Diagonale präsentiert.

### Schema
| Tag        | Titel                      | Typ                       | u. a. mit                                                                                      |
| ---------- | -------------------------- | ------------------------- | ---------------------------------------------------------------------------------------------- |
| Montag     | Happy-TV, Cassy, monochrom | Experimental              | Thomas Seidl, Cassy Britton, Johannes Grenzfurthner                                            |
| Dienstag   | TIV IT                     | Technologie               | Kristian Davidek, Electric Indigo                                                              |
| Mittwoch   | TIV Allgemeines            | Kunst & Musik             | Sebastian Brauneis, Wolfgang Kopper                                                            |
| Donnerstag | TIV Sound, Revolver        | Musik-Magazin             | Amina Handke, Rainer Mandl, Karl Fluch, Natalie Brunner                                        |
| Freitag    | TIV Film, Filter           | Film                      | Drehli Robnik, Bert Rebhandl, Robert Buchschwenter, Maschek, Karin Hammer, Michael Loebenstein |
| Samstag    | TIV Szene                  | Szene News                | Susanne Luschin, Lisa Oláh                                                                     |
| Sonntag    | TIV Newsroom               | Politisches Wochenmagazin | Eva Weissenberger, Thomas Rottenberg, Henrike Brandstötter, Thomas Prlic, Anne Katrin Feßler   |

## Finanzierung
Der Fernsehsender TIV war ein werbefinanziertes Programm. Neben Spots für Kunden aus der Musikindustrie wurden auch welche für den ORF (ORF ON, ORF Teletext) produziert und geschaltet. In der Werbeproduktion betätigte sich auch der Filmemacher Arash T. Riahi.